# Ernie (tecknad serie)
Ernie (engelsk originaltitel: Ernie, sedermera ändrad till Piranha Club 1998) är en amerikansk dagspresserie av Bud Grace som startade 1 februari 1988 och som år 2005 publicerades i över 200 tidningar över hela världen.
Serien ursprungliga engelska namn var Ernie, men i september 1998 bytte den officiellt namn till Piranha Club (Pirayaklubben). Många tidningar, inklusive de svenska, publicerar den emellertid fortfarande som Ernie.
I Sverige publiceras Ernie i bland annat Sydsvenskan och Kristianstadsbladet. Dagens Nyheter har numer bara Ernie på internet. Förutom i dagspressen har Ernie publicerats i serietidningen Larson! och åren 1996–2015 hade Ernie även en tidning som gav ut av Egmont Kids Media Nordic och utkom 4 gånger per år.
Ernie utspelas i staden Bayonne, New Jersey, väster om New York.

## Persongalleri
- Ernie Floyd är seriens huvudperson. Han utmärker sig genom att köra en 1957 års Desoto, samla på brödrostar och regelbundet råka ut för sin flickväns folkilskna katt Bobo.
- Sid Fernwilter är Ernies farbror. Han är en skrupelfri lurendrejare i affärsvärldens understa regioner. Sid är ständig kassör i Pirayaklubben, en position han mest utnyttjar för att plundra klubben på pengar.
- Ed Fernwilter är Sids pappa och Ernies farfar, och man förstår var sonen fått sina egenskaper från. Ed bor i huvudsak på Bayonnes vårdhem där han säljer lösgommar, skamlöst stulna från vårdhemmets övriga inneboende.
- Doris Husselmeyer är Ernies flickvän, de har sedan 2012 dottern Fillmore tillsammans.
- Effie Munyon är Ernies äldre hyresvärd. Hon har varit gift 12 gånger och dejtar Sid, även om Sid bara utnyttjar henne för att få gratis mat. Effie är känd för sin tvivelaktiga kulinariska förmåga och för att hennes mat oftast innehåller bläckfisk i någon form.
- Arnold Arnoldski är en 19-årig överviktig och korkad pojke som oftast umgås med Sid och Ernie. Han är förälskad i Ernies flickvän Doris.
- Arnoldina Arnoldski är Arnolds lika korkade syster.
- Dr. Enos Pork en inkompetent läkare som är specialist på nageltrång, öron, näsa och hals, samt hjärnkirurgi. Han är Sids bästa vän och ligger ständigt i strid med sin svärmor. Trots att han är läkare kedjeröker han. Han är medlem av Pirayaklubben.
- Mamma Packer är Enos Porks slagfärdiga svärmor som gärna klår upp honom så fort hon får minsta chans.
- Spencer Husselmeyer är Doris 10-åriga lillebror som gör allt för att göra livet till en plåga för sin omgivning och främst för Ernie. Han har högsta betyg i allt utom uppförande.
- Elvis Zimmerman är försäljare av begagnade bilar och medlem av Pirayaklubben.
- Pastor Bob är en TV-evangelist och medlem av Pirayaklubben.
- Willie O'Haberman är advokat och medlem av Pirayaklubben.
- Zerblatt är en utomjording från planeten Grelzak. Han har varit gift med blonda Buffy och har flera hybridbarn med henne.
- Syster Agnes spelar och sjunger i kyrkan, väldigt falskt.
- Skäggiga Damen Skäggina (i vissa översättningar Beardo) bor i en husvagn och är gift med ankan Quacko. Är otrogen med Arnold. Skäggina har egentligen bara lösskägg.
- Ankan Quacko är en mänsklig anka (eller ankliknande människa) som bor tillsammans med Skäggina i deras husvagn.
- Bröderna Wurlitzer sägs vara de slugaste skurkarna i Bayonne.
- Pirayan Ernst (i vissa översättningar Earl) i Pirayaklubbens akvarium - äter precis allt utom broccoli.
- Gullan Honungslår är Bayonnes vackraste kvinna och blev en gång under en kort period medlem i Pirayaklubben som kassör, men hon åkte sedan i fängelse när hon blev fast för checkbedrägeri när hon skulle shoppa på Pirayaklubbens checkhäfte.
- Bud Grace är en serietecknare som tecknar serien Ernie och ibland förekommer som person i själva serien. Ibland tar han semester varvid hans ersättare ändrar serien radikalt.